# 张沙布站
张沙布站位于辽宁省沈阳市浑南区，是沈阳地铁10号线的车站，同时为10号线的南端终点站，于2020年4月29日随十号线开通启用。车站名称“张沙布”来源于附近的张沙布村。

## 车站结构
本站主体位于浑南区长青南街与沈李公路交叉路口，主体沿长青南街设置，共设3个出入口。车站形式为地下双层岛式车站，地下一层为站厅层，地下二层为站台层，站台均设有高站台门。
十号线的桑林子车辆段设置在本站以南。

### 站台配置
本站的两个站台以岛式站台的形式排列，列车将开启前进方向的左侧车门。
由于本站为十号线的终点站，因此列车在到站后将会清客。

### 车站楼层

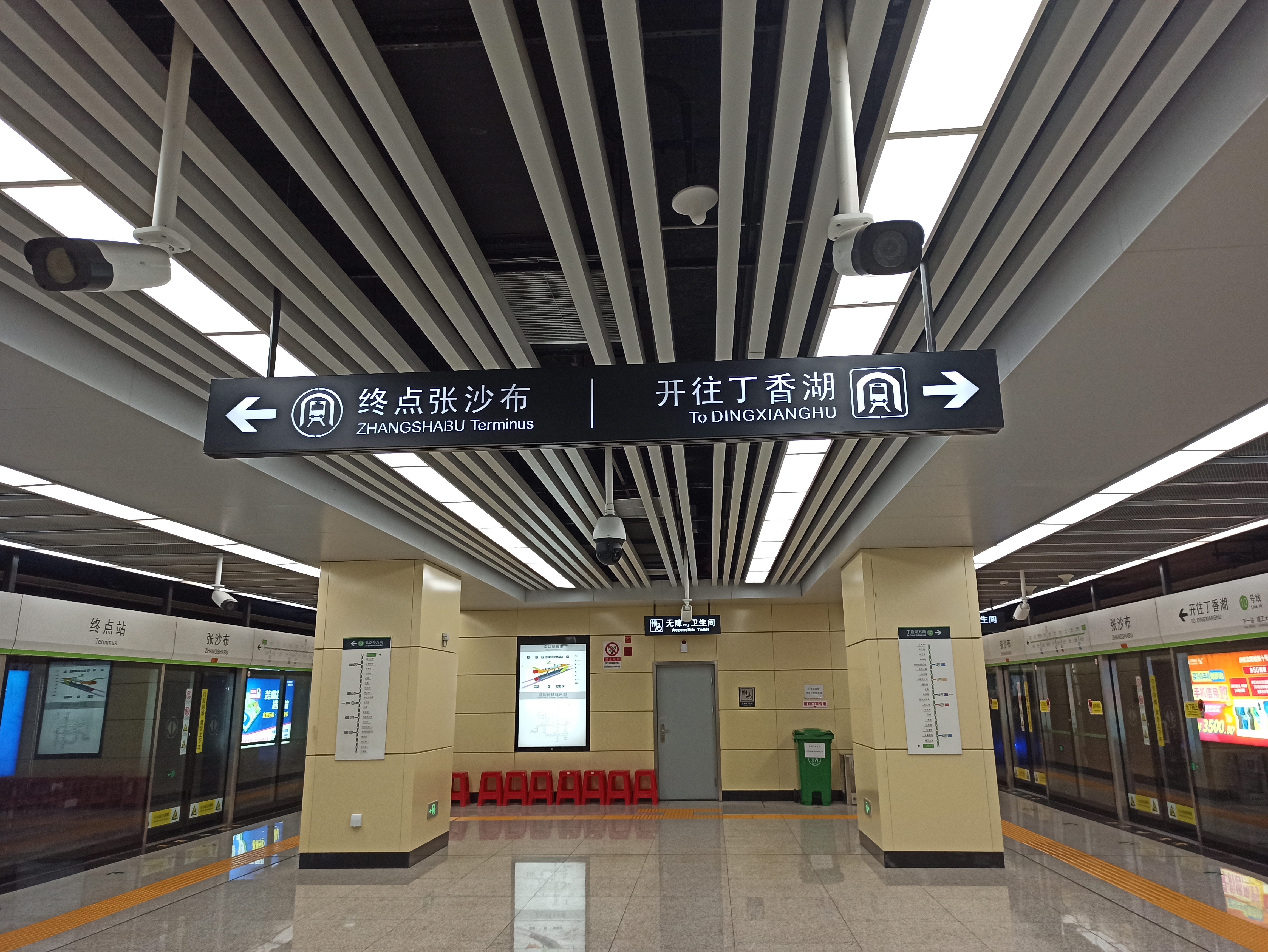
本站站台层的终点站指示牌

| 1层               | 出入口 | A、C、D出入口                                                                                   |
| B1层              | 站厅   | 乘客服务中心、自动售票机、自动售货机、安检                                                      |
| B2层              | 站台   | \| \| \| █ 10号线落客 \| \| 島式 · 開左邊车门 \| \| \| \| \| \| █ 10号线往丁香湖（理工大学） \| |
|                   |        | █ 10号线落客                                                                                    |
| 島式 · 開左邊车门 |        |                                                                                                 |
|                   |        | █ 10号线往丁香湖（理工大学）                                                                    |

### 车站出口
本站设置3个出入口，其中A出入口设置在花溪林语小区东南侧，沿三环南二路（规划路）布置，朝向东北；C出入口设置在沈李公路南侧空地内，沿沈李公路东西向设置，朝向西北；D出入口设置在沈李公路北侧空地内，沿沈李公路东西向设置，朝向东南。地面近D出入口处设置无障碍电梯。
| 出口编号 | 出口指示 | 建议前往的目的地 |
| -------- | -------- | ---------------- |
| 出口 · A |          | 李相街、花溪林语 |
| 出口 · C |          | 孤营线、后桑林路 |
| 出口 · D |          | 李相街           |

## 公交换乘
本站附近暂无固定公交线路，唯一可到达本站的124路张沙布支线为定班公交线路，且每日发车时间不定。

## 利用状况
本站位于浑南区孤营线、沈李线和后桑林路的交汇处，附近居民较少，且无配套设施和公交接驳，因此进出站客流极少，除地铁员工外少有乘客使用本站。

## 历史
- 2020年4月29日 - 本站随10号线开通而启用。